# Malpica do Tejo
Malpica do Tejo es una freguesia portuguesa del concelho de Castelo Branco, con 246,10 km² de superficie y  habitantes (2001). Su densidad de población es de 3,1 hab/km².